# Conférence épiscopale de l'Uruguay
Pour les articles homonymes, voir CEU.
La Conférence épiscopale de l’Uruguay (en espagnol : Conferencia Episcopal del Uruguay, abrégé CEU) est une conférence épiscopale de l’Église catholique qui réunit les ordinaires de l’Uruguay.
Elle fait partie du Conseil épiscopal latino-américain (CELAM), avec une vingtaine d’autres conférences épiscopales.

## Membres
Fin 2021, la conférence réunissait neuf évêques titulaires, deux évêques auxiliaires et sept évêques émérites :
- le cardinal Daniel Fernando Sturla Berhouet, archevêque de l’archidiocèse de Montevideo ;
- les évêques titulaires des huit diocèses suffragants :
  - Heriberto Bodeant (es) du diocèse de Canelones,
  - Martín Pérez Scremini (es) du diocèse de Florida,
  - Milton Tróccoli (es) du diocèse de Maldonado-Punta del Este-Minas,
  - Pablo Jourdán (es) du diocèse de Melo,
  - Carlos María Collazzi (es) du diocèse de Mercedes,
  - Edgardo Fabián Antúnez (es) du diocèse de San José de Mayo,
  - Arturo Fajardo (es) du diocèse de Salto, et
  - Pedro Ignacio Wolcan Olano du diocèse de Tacuarembó ;
- les évêques auxiliaires :
  - Luis Eduardo González (es) de l’archidiocèse de Montevideo, et
  - Hermes Garín (es) du diocèse de Canelones ;
- les évêques émérites :
  - Rodolfo Wirz (es) de l’ancien diocèse de Maldonado-Punta del Este (devenu de Maldonado-Punta del Este-Minas),
  - Jaime Rafael Fuentes (es) de l’ancien diocèse de Minas (es),
  - Pablo Galimberti (es) du diocèse de Salto,
  - Nicolás Cotugno (es) de l’archidiocèse de Montevideo,
  - Orlando Romero Cabrera (es) du diocèse de Canelones,
  - Luis del Castillo (es) du diocèse de Melo, et
  - Alberto Sanguinetti (es) du diocèse de Canelones.

## Sanctuaires
La conférence épiscopale a désigné une petite dizaine de sanctuaires nationaux :
- la cathédrale Notre-Dame-de-Guadalupe de Canelones, en 2020[7] ;
- la cathédrale-basilique Notre-Dame-de-Luján de Florida, également sanctuaire Notre-Dame-des-Trente-Trois (en)[8], en 1993[9] ;
- le sanctuaire Notre-Dame du Verdún à Minas, le 15 avril 2010[10] ;
- à Montevideo :
  - le sanctuaire Sainte-Marie-Auxiliatrice[11],[12] ;
  - le sanctuaire Notre-Dame-de-Lourdes, en 1958[13],[14] ;
  - le sanctuaire du Sacré-Cœur-de-Jésus[15],[16] ;
- la cathédrale-basilique Saint-Joseph de San José de Mayo[17], en 1957[18],[19].